# Número de Weber

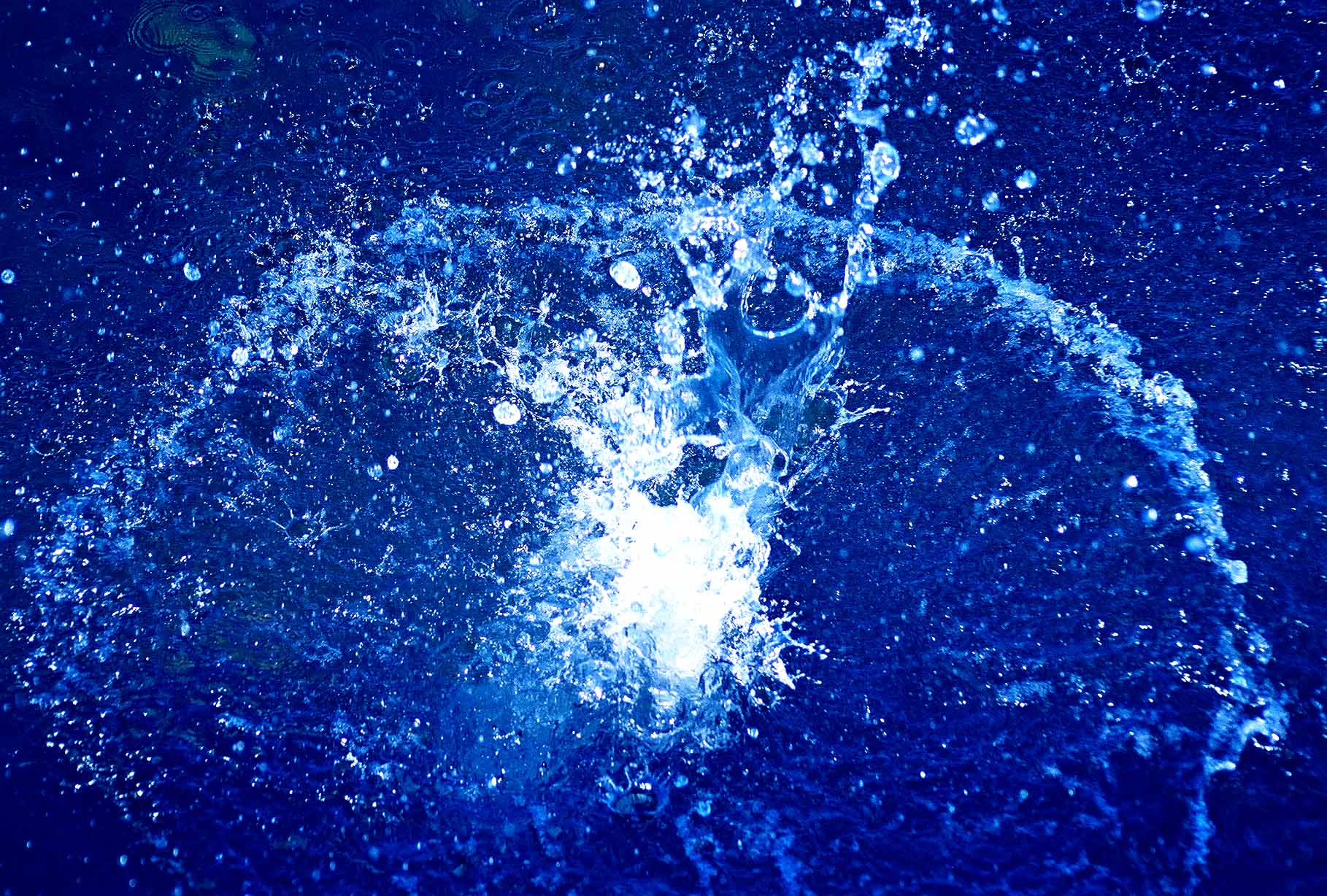
Una salpicadura después de que impacte en el agua medio ladrillo; la imagen mide aproximadamente medio metro de ancho. Observense las gotas de agua en movimiento libre, un fenómeno típico de los flujos con un número de Reynolds alto; las intrincadas formas no esféricas de las gotas indican también que el número de Weber es alto. Observense además las burbujas arrastradas en la masa de agua y un anillo de perturbación en expansión que se propaga desde el lugar del impacto.

El número de Weber (We) es un número adimensional utilizado en mecánica de fluidos y que es útil en el análisis de flujos en donde existe una superficie entre dos fluidos diferentes. Es una medida de la importancia relativa de la inercia del fluido comparada con su tensión superficial. Por ejemplo, este número es útil en analizar flujos multifásicos en superficies curvadas, flujos de capas finas y en la formación de gotas y burbujas.

## Etimología
El número de Weber se denomina así en honor a Moritz Weber (1871-1951).

## Simbología
| Símbolo                       | Nombre                                                       | Unidad  |
| ----------------------------- | ------------------------------------------------------------ | ------- |
| {\displaystyle \mathrm {We} } | Número de Weber                                              |         |
| {\displaystyle m}             | Masa                                                         | kg      |
| {\displaystyle \rho }         | Densidad del fluido                                          | kg / m3 |
| {\displaystyle u}             | Velocidad del fluido                                         | m / s   |
| {\displaystyle \sigma }       | Tensión superficial                                          | N / m   |
| {\displaystyle L}             | Longitud característica, generalmente el diámetro de la gota | m       |
| {\displaystyle d}             | Diámetro                                                     | m       |

## Descripción
Se define como:
{\displaystyle \mathrm {We} ={\frac {\text{Fuerzas de inercia}}{\text{Fuerzas de tensión superficial}}}}
|              | 1                                                                                            | 2                                                                |
| ------------ | -------------------------------------------------------------------------------------------- | ---------------------------------------------------------------- |
| Ecuaciones   | {\displaystyle \mathrm {We} ={\frac {mu\ (u/L)}{\sigma \ (d^{2}/L)}}}                        | {\displaystyle \rho ={\frac {m}{d^{2}L}}}                        |
| Ordenando    | {\displaystyle \mathrm {We} ={\Bigl (}{\frac {m}{d^{2}L}}{\Bigr )}{\frac {u^{2}L}{\sigma }}} |                                                                  |
| Sustituyendo | {\displaystyle \mathrm {We} ={\frac {\rho \ u^{2}\ L}{\sigma }}}                             | {\displaystyle \mathrm {We} ={\frac {\rho \ u^{2}\ L}{\sigma }}} |

{\displaystyle \mathrm {We} ={\frac {\rho \ u^{2}\ L}{\sigma }}}
El número de Weber es un parámetro importante en atomización de un líquido. El número de Weber da la razón característica entre las fuerzas aerodinámicas que ejercen el gas sobre una película delgada y las fuerzas de tensión que actúan en la superficie del líquido. La tensión superficial del líquido en la superficie de una gota es lo que mantiene la forma de la misma. Si una gota pequeña es sometida a la acción de un chorro de aire, y existe una velocidad relativa entre el gas y la gota, fuerzas inerciales debido a dicha fuerza hacen que la gotita se deforme. Si el número Weber es demasiado grande, las fuerzas inerciales superan a las fuerzas de tensión superficial, hasta el punto en que la gota se desintegra en gotas aún más pequeñas.
A números de Weber pequeños el líquido experimenta separación subcrítica, en la cual la tensión superficial jala la delgada capa líquida hacia una sola columna que después se separa para formar gotas relativamente grandes. A valores supercríticos de Weber, la película líquida se separa de forma aerodinámica en finos tamaños de gotas del orden del grosor de la película L. Por lo tanto, el criterio del número de Weber puede ser útil al pronosticar el tamaño esperado de la gota en la atomización de un líquido, y es un parámetro significativo en la combustión de una turbina de gas y en los cohetes.
El número de Weber no interviene si no hay superficie libre excepto si hay cavitación de líquido a valores muy bajos de número de Euler. Por lo tanto, en fluidos viscosos a bajas velocidades sin superficie libre el único parámetro adimensional importante es el número de Reynolds.